# Voo China Northwest Airlines 2303
O voo China Northwest Airlines 2303 era um serviço regular de Xiam até Cantão. O dia 6 de junho de 1994 o Tupolev Tu-154M, com registro B-2610, que operava a rota rompeu no ar e caiu após decolar do aeroporto de Xi'an-Xianyang, matando todas as 160 pessoas a bordo. Os restos caíram na parte sudeste do aeroporto, espalhando-se em 29 quilômetros de terras de cultivo. Trata do acidente de aviação com mais vítimas mortais ocorrido na China continental.